# Губайдулловка
Губайдулловка (тат. Гобәй) — посёлок в Рыбно-Слободском районе Республики Татарстан, в составе Большесалтанского сельского поселения.

## География
Посёлок находится в верховье реки Екатериновка, в 25 км к северо-западу от районного центра — посёлка городского типа Рыбная Слобода.

## История
Основание селения относят к XVIII веку.
В сословном плане, в XVIII веке и вплоть до 1860-х годов, жителей селения причисляли к государственным крестьянам.
В начале XX века земельный надел сельской общины составлял 184 десятины.
До 1920 года посёлок входил в Зюзинскую волость Лаишевского уезда Казанской губернии. С 1920 года в составе Лаишевского кантона ТАССР. С 14 февраля 1927 года в Рыбно-Слободском, с 19 февраля 1944 года в Салтанском, с 5 апреля 1946 года в Корноуховском, с 19 ноября 1954 года в Рыбно-Слободском, с 1 февраля 1963 года в Пестречинском, с 12 января 1965 года в Рыбно-Слободском районах.
В 1931 году в поселке был организован первый колхоз (с 1994 г. – сельскохозяйственный кооператив «Солтан»).

## Население
| 1859 | 1897 | 1908 | 1926 | 1958 | 1970 | 1989 | 2002 | 2010 | 2020 |
| ---- | ---- | ---- | ---- | ---- | ---- | ---- | ---- | ---- | ---- |
| 56   | 78   | 97   | 70   | 89   | 65   | 32   | 30   | 28   | 19   |

Национальный состав села — татары.